# 너태샤 해밀턴
너태샤 해밀턴(Natasha Hamilton, 1982년 7월 27일 ~ )은 영국의 가수로, 아토믹 키튼의 일원이다.